# Гипобромит натрия
Гипобромит натрия — неорганическое соединение,
соль натрия и бромноватистой кислоты с формулой NaBrO,
растворяется в воде,
образует кристаллогидраты — жёлтые кристаллы.

## Получение
- Растворение брома в холодном растворе гидроксида натрия:

{\displaystyle {\mathsf {Br_{2}+2NaOH+4H_{2}O\ {\xrightarrow {-8\div -3^{o}C}}\ NaBrO\cdot 5H_{2}O+NaBr}}}

## Физические свойства
Гипобромит натрия образует кристаллогидрат состава NaBrO•5H2O — жёлтые кристаллы.
Устойчив при температуре ниже -20°С. При 0°С разлагается за несколько дней.

## Химические свойства
- Диспропорционирует при хранении:

{\displaystyle {\mathsf {3NaBrO\ {\xrightarrow {>0^{o}C}}\ 2NaBr+NaBrO_{3}}}}